# Zimex Aviation

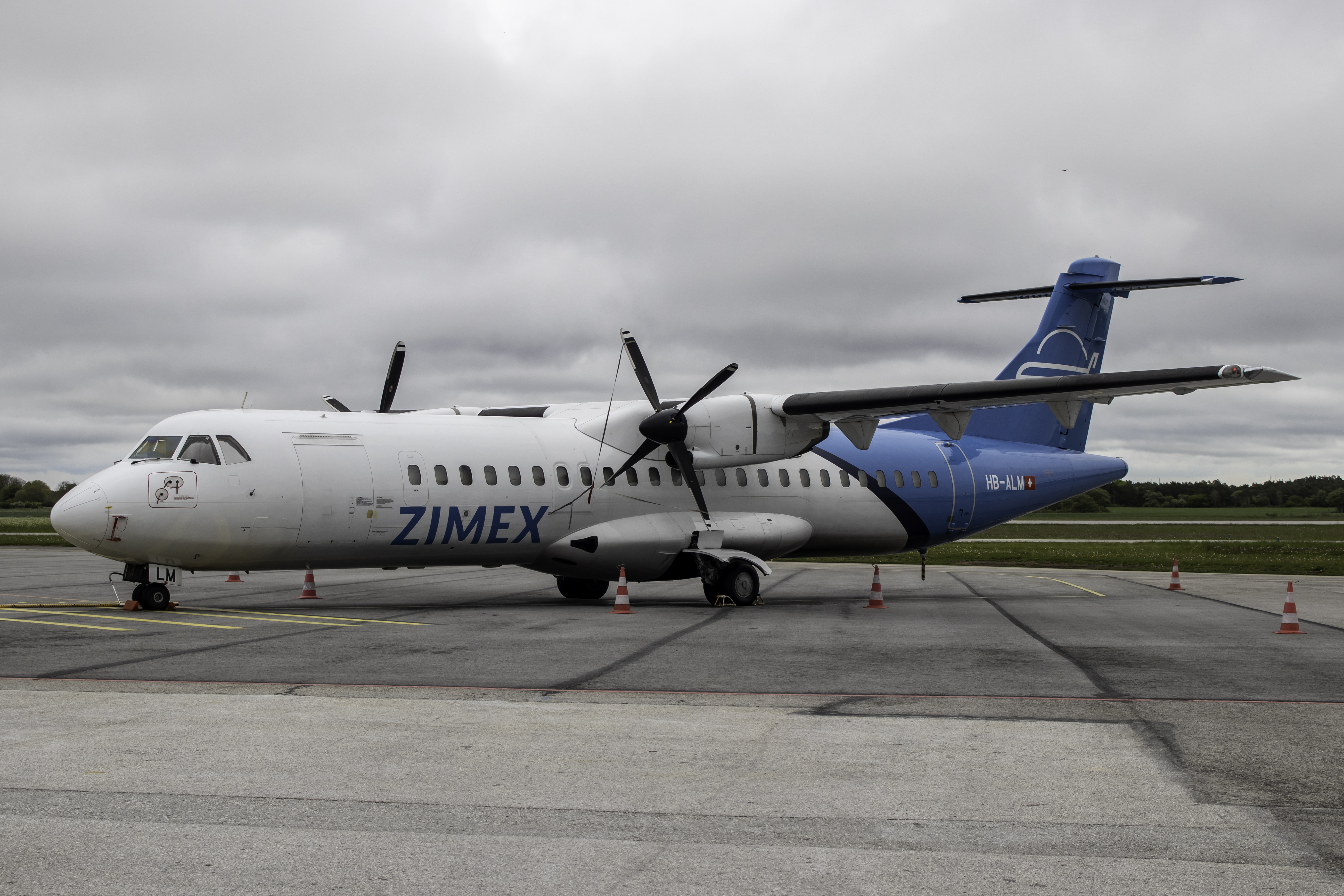
Un avion de Zimex Aviation

Zimex Aviation Ltd. est une compagnie aérienne basée à Glattbrugg, en Suisse. Elle est spécialisée dans les locations d'avions passagers et de fret dans le monde entier.

## Histoire
La compagnie aérienne a été créée en 1969.
Le 14 octobre 1987, un Lockheed L-100-30 - une version civile de l'avion de transport militaire C-130 Hercules - a été abattu en Angola. Il était exploité pour le compte du Comité international de la Croix-Rouge .
En octobre 1999, le Zimex Aviation Group a été vendu à un groupe d'investisseurs suisses.
En 2022, Air Tahiti affrète un Twin-Otter d’une capacité maximale de 19 sièges de Zimex Aviation. pour exploiter les lignes marquisiennes de Ua Pou et Ua Huka jusqu'en juillet 2026.

## Activités
La compagnie offre des services de vols passagers mais également de fret express et de courrier avec ses avions cargo. Ses clients principaux sont les compagnies aériennes, les industries pétrolières et minières, les agences des Nations unies, les gouvernements. On y trouve également des équipes de football françaises.

## Flotte
| Avion                             | En Service | Commandes | Passagers | Remarques |
| --------------------------------- | ---------- | --------- | --------- | --------- |
| ATR 42-500                        | 4          | —         |           |           |
| ATR 72-200F                       | 6          | —         |           |           |
| Beechcraft 1900D                  | 1          | —         |           |           |
| De Havilland DHC-6-300 Twin Otter | 11         | —         |           |           |
| Pilatus PC6-B2/H4 Porter          | 6          | —         |           |           |
| Total                             | 28         |           |           |           |

Au salon de Farnborough en juillet 2010, Zimex a pris livraison du premier DHC-6 Twin Otter Series 400 produit par Viking Air.